# Берлингер, Джо
Джо Берлингер (англ. Joe Berlinger; род. 30 октября 1961) — американский режиссер и продюсер, фильмы и сериалы которого сфокусированы на реальных преступлениях. Его творчество привлекает внимание к вопросам социальной справедливости в США и других странах в таких фильмах, как: «Потерянный рай», «Нефть», «Уайти: США против Джеймса Дж. Балджера» и «Намерение уничтожить». В статье интернет-издания «HuffPost» от 2017 года говорится, что «Хранитель брата» (1992) и трилогия «Потерянный рай» (1996—2011) помогли создать стиль документального кинопроизводства в недавней настоящей сенсационной работе «Netflix» — «Making a Murderer», в которой имеется сочетание искусной кинематографии, вызывающий волнение музыкальный саундтрек и драматическая структура повествования, столь же убедительная, как и любой сценарий фильма.
Джо Берлингер руководил двумя проектами в 2019 году, посвященными всемирно известному серийному убийце Теду Банди: «Беседы с убийцей: Записи Теда Банди», показанным в онлайн-кинотеатре «Netflix» и драматический фильм «Красивый, плохой, злой», в котором в главной роли снялся Зак Эфрон.

## Ранний период жизни
Родился 30 октября 1961 года в еврейской семье в Бриджпорте, Коннектикут. В 1983 году окончил Колгейтский университет, получив степень бакалавра по немецкому языку. После окончания обучения начал работать в рекламном агентстве во Франкфурте-на-Майне, Германия. Вскоре пришёл в мир кино, став учеником культовых документалистов Альберта и Дэвида Мэйслесов. Затем, повстречал своего будущего партнёра Брюса Синофски, который также работал на братьев Мэйслес. В 1992 году вышла их совместная дебютная работа «Хранитель брата».

## Сотрудничество с Брюсом Синофски
Работая дуэтом режиссеры Берлингер и Синофски сняли исторический документальный фильм «Хранитель брата», в котором рассказывается о Дельбарте Уорде, необразованном пожилом человеке из Маннсвилля, штат Нью-Йорк, который был обвинен в убийстве второй степени после гибели своего брата Уильяма. Кинокритик Роджер Эберт сказал, что это «экстраординарный документальный фильм о том, что произошло дальше, когда город объединился, чтобы остановить то, что люди считают ошибочным проявлением правосудия».
Пара режиссёров реализовала проект по трилогии: «Потерянный рай», «Потерянный рай 2», и «Потерянный рай 3», которая получила пару номинаций на кинопремию Оскар. Трилогия, процесс съёмок которой происходил в течение двух десятилетий, была основана на истории «троицы с западного Мемфиса», группе подростков, которые были неправомерно осуждены за жестокое убийство троих детей. В трилогии ставится под сомнение законность вынесенных приговоров подросткам и подтолкнула к созданию движения за их освобождение из тюрьмы, где один из них ожидал смертного приговора. В 2011 году дело «троицы с западного Мемфиса» было пересмотрено и их смертные и пожизненные приговоры отменены после рассмотрения «Альфордского заявления» в Федеральном суде Арканзаса.
Документальный фильм 2004 года «Some Kind of Monster» был назван «одним из самых откровенных рок-портретов из когда-либо сделанных» о популярной хэви-метал группы «Metallica». Берлингер и Синофски снимают эту группу в тяжелой период, когда басист Джейсон Ньюстед покидает коллектив, а фронтмен Джеймс Хэтфилд внезапно попадает в реабилитационный центр из-за злоупотребления алкоголем. Фильм получил признание критиков за то, что показывает членов «Metallica» в момент царящей нестабильности в коллективе.
Брюс Синофски скончался 21 февраля 2015 года в возрасте 58 лет от осложнений, связанных с диабетом. Группа «Metallica» заявила, что это был «мужественный человек с глубокой эмпатией и мудростью, который не боялся копать глубоко, чтобы рассказать историю». Джо Берлингер писал, что «человечность Синофски есть в каждом кадре фильмов, которые он снял».

## Другие работы

### Фильмы
В 2000 году Джо Берлингер дебютировал с фильмом «Ведьма из Блэр 2: Книга теней».
Фильм «Нефть» рассказывал об иске эквадорцев против корпорации «Chevron» за предполагаемую ответственность за загрязнение окружающей среды в этой стране. Фильм «Африканское небо» 2012 года о жизни Пола Саймона, когда он возвращается в Южную Африку для концерта воссоединения, посвященного 25 летию своего знаменитого альбома «Graceland», в котором приняли участие многие культовые южноафриканские музыканты. В 2014 году вышел документальный фильм «Уайти: США против Джеймса Дж. Балджера» о скандально известном бостонском гангстере Джеймсе Балджере. В этой работе Джо Берлингер прослеживает преступный путь бандита, а также роль ФБР в его поимке.
Джо Берлингер показал эксклюзивный частный семинар Энтони Роббинса «Свидание с судьбой» в фильме «Тони Роббинс: я не твой гуру». Показана хроника шестидневного семинара, процесс просветления его участников, Роббинса и даже самого Берлингера.
В 2017 году вышел фильм «Намерение уничтожить» о геноциде армян, в котором демонстрировалось интервью с приглашенными экспертами на фоне исторической драмы Терри Джорджа «Обещание».
В 2019 году Джо Берлингер снял свой второй художественный фильм «Красивый, плохой, злой», в котором рассказывается о жизни серийного убийцы Теда Банди и его подруги Элизабет Кендалл. В главных ролях снялись: Зак Эфрон, Лили Коллинз, Джим Парсонс, Джон Малкович, Джеффри Донован, Хейли Джоэл Осмент и Анжела Сарафян. Фильм был показан на кинофестивале «Сандэнс» в январе 2019 года.

### Телевидение
По состоянию на 2018 год Джо Берлингер снял 15 документальных сериалов для телевидения, в том числе: «Мастер-класс Опры» (2011—2012 годы), «Иконоборцы» (2005—2012 годы), «Система с Джо Берлингером» (2014 год), «Убийство Ричарда Глоссипа» (2017 год), «Унесённые: Забытые женщины Огайо» (2017) и «Хладнокровные: беспорядочные семейные убийства» (2017). У Берлингера есть три телевизионных проекта, запланированных к выпуску в 2018 году: «Неописуемое преступление: Сожжение Джессики Чамберс» (NBC / Oxygen), «Неправильный человек» (STARZ) и специальный пятый эпизод «Убийства Ричарда Глоссипа» (Discovery ID).